# Zespół Robinowa

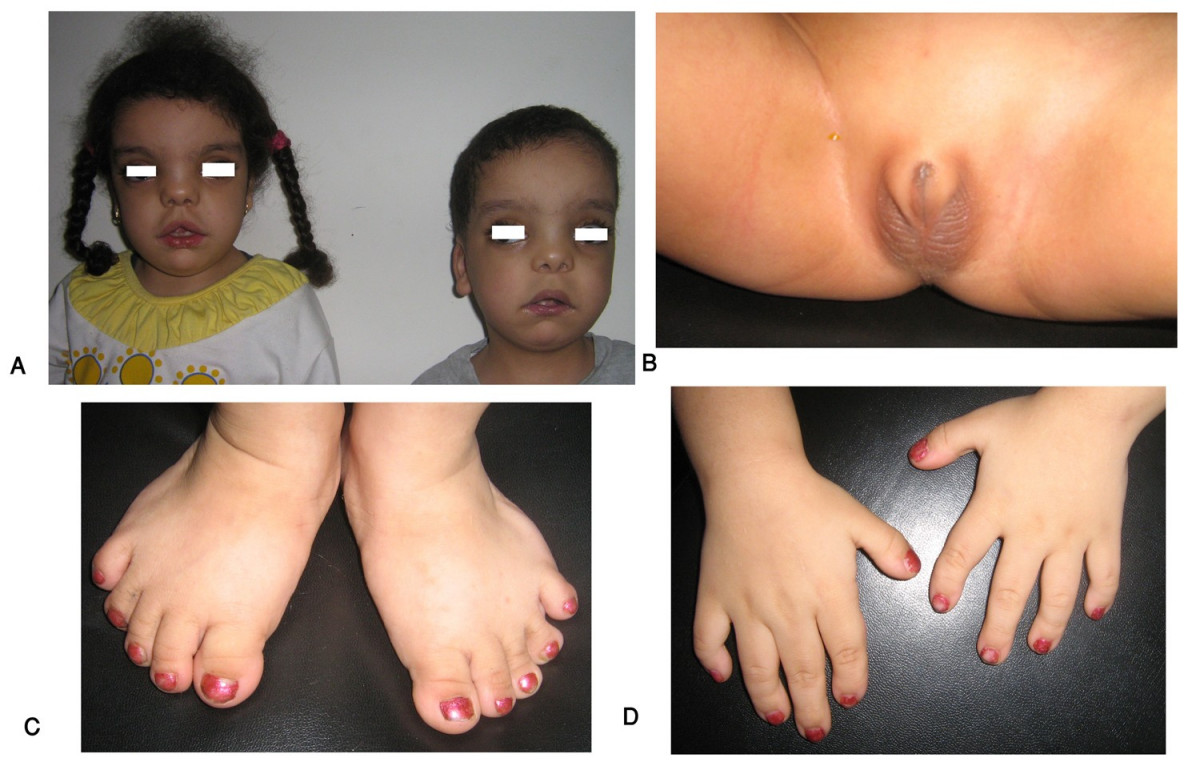
Cechy zespołu Robinowa dziedziczonego autosomalnie recesywnie. A. Charakterystyczne cechy dysmorficzne twarzy B. Hipogenitalizm C. i D. Malformacje dłoni i stóp

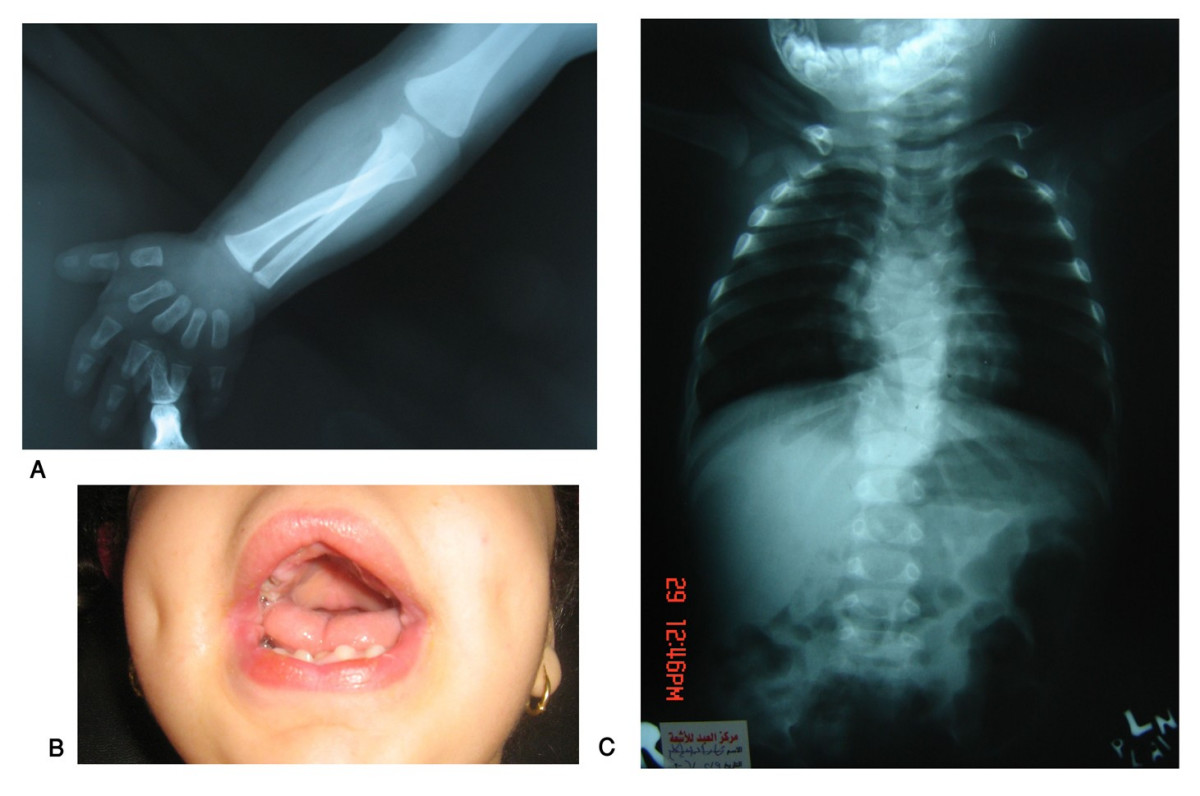
A. RTG kończyny górnej uwidaczniający mezomelię i brachydaktylię B. Przerost dziąseł C. Półkręgi i kręgi zrośnięte widoczne na RTG kręgosłupa

Zespół Robinowa (ang. Robinow syndrome) – rzadki zespół wad wrodzonych, charakteryzujący się niskorosłością, skróceniem kończyn, cechami dysmorficznymi twarzy i głowy, nieprawidłowościami zewnętrznych narządów płciowych i wadami budowy kręgosłupa. Zespół opisał jako pierwszy w 1969 genetyk Meinhard Robinow i lekarze Frederic N. Silverman oraz Hugo D. Smith, na łamach American Journal of Diseases of Children. Do 2002 roku udokumentowano ponad 100 przypadków zespołu Robinowa.
Istnieją dwie postaci zespołu, o dziedziczeniu dominującym i recesywnym, z których częstsza jest pierwsza. Zazwyczaj pacjenci z zespołem odziedziczonym w sposób autosomalny recesywny mają silniej wyrażone objawy i mają gorsze rokowanie. Postać ta szczególnie często występuje w Turcji. Przypadki dziedziczenia autosmalnego recesywnego opisywano też w Omanie i dawnej Czechosłowacji.
Inne nazwy zespołu spotykane w literaturze, to zespół Robinowa-Silvermana-Smitha (Robinow-Silverman-Smith syndrome), karłowatość Robinowa (Robinow dwarfism), dyzostoza akralna z nieprawidłowościami twarzy i narządów płciowych (acral dysostosis with facial and genital abnormalities), zespół karłowatości mezomelicznej-małych genitaliów (mesomelic dwarfism-small genitalia syndrome).